# Atlantic Records
Atlantic Recording Corporation (cunoscută simplu ca Atlantic Records) este o casă de discuri americană fondată în octombrie 1947 de Ahmet Ertegun și Herb Abramson. Pe parcursul primelor sale două decenii, începând cu lansarea primelor sale înregistrări în ianuarie 1948, Atlantic și-a câștigat reputația ca fiind unul dintre cele mai importante case de discuri americane, specializându-se în jazz, R&B și soul de Aretha Franklin, Ray Charles, Wilson Pickett, Sam and Dave, Ruth Brown și Otis Redding. Poziția sa a fost foarte îmbunătățită de acordul său de distribuție cu Stax. În 1967, Atlantic a devenit o subsidiară deținută integral a Warner Bros.-Seven Arts, acum Warner Music Group, și s-a extins în muzică rock și pop cu lansări de Crosby, Stills, Nash & Young, Led Zeppelin și Yes.
În 2004, Atlantic și casa sa soră Elektra au fuzionat în Atlantic Records Group. Craig Kallman este președintele Atlantic. Ahmet Ertegun a servit ca președinte fondator până la moartea sa pe 14 decembrie 2006 la vârsta de 83 de ani.